# Alexis Eenens

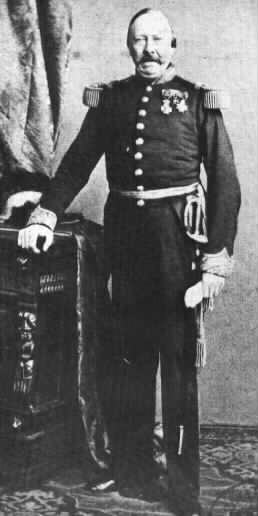
Alexis Eenens ca. 1870

Alexis Michel Eenens (Brussel, 29 juni 1805 - Schaarbeek, 9 januari 1883) was een Belgisch volksvertegenwoordiger en militair.

## Biografie

### Familie
Alexis Eenens was een zoon van handelaar Louis Eenens (1770-1854) en Anne-Marie Carlier (1770-1851). Hij trouwde in 1869 in Tienen met Adélaïde Gilain (1813-1883), dochter van de oprichter van S.A. Ateliers de Construction de J.J. Gilain. Ze kregen een dochter, Thérèse Eenens (1857-1912), die trouwde met Georges Terlinden (1851-1947), procureur-generaal bij het Hof van Cassatie.

### Loopbaan
Eenens begon aan een militaire carrière door studies in de Artillerie- en Genieschool in Delft en de militaire school in Breda (1825-1828).
Hij doorliep verder de militaire echelons, eerst in het leger van het Verenigd Koninkrijk der Nederlanden, vervolgens in dat van het koninkrijk België:
- sergeant-majoor in Breda (1828),
- onderluitenant bij de artillerie (1830),
- eerste luitenant (begin oktober 1830),
- kapitein en kapitein-commandant (1833)
- majoor (1842),
- luitenant-kolonel (1845),
- generaal (1859),
- luitenant-generaal (1866)
- vleugeladjudant van de koning (1870).

In 1847 werd hij verkozen tot liberaal volksvertegenwoordiger voor het arrondissement Brussel. De wet op de onverenigbaarheden maakte dat hij al in juni 1848 de Kamer verliet.
Eenens was lid van de vaste adviescommissie voor de artillerie en lid van de commissie voor de prototypes van fokdieren.
Hij was vrijmetselaar in de loge Les Amis Philanthropes.